# Садки (Романовский район)
Са́дки (укр. Садки) — село на Украине, основано в 1850 году, находится в Романовском районе Житомирской области.
Население по переписи 2001 года составляет 148 человек. Почтовый индекс — 13025. Телефонный код — 4146. Занимает площадь 61,6 км².

## Адрес местного совета
13025, Житомирская область, Романовский р-н, с. Садки